# Raïon de Polohy
Le raïon de Polohy (en ukrainien : Пологівський район ; en russe : Поло́говский райо́н) est un raïon (district) dans l'oblast de Zaporijjia en Ukraine. Avec la réforme administrative de 2020, le raïon englobe l'ancien Polohy, Tokmak, Orikhiv, Houliaipole ainsi que le raïon de Bilmak.

## Lieux d'intérêt

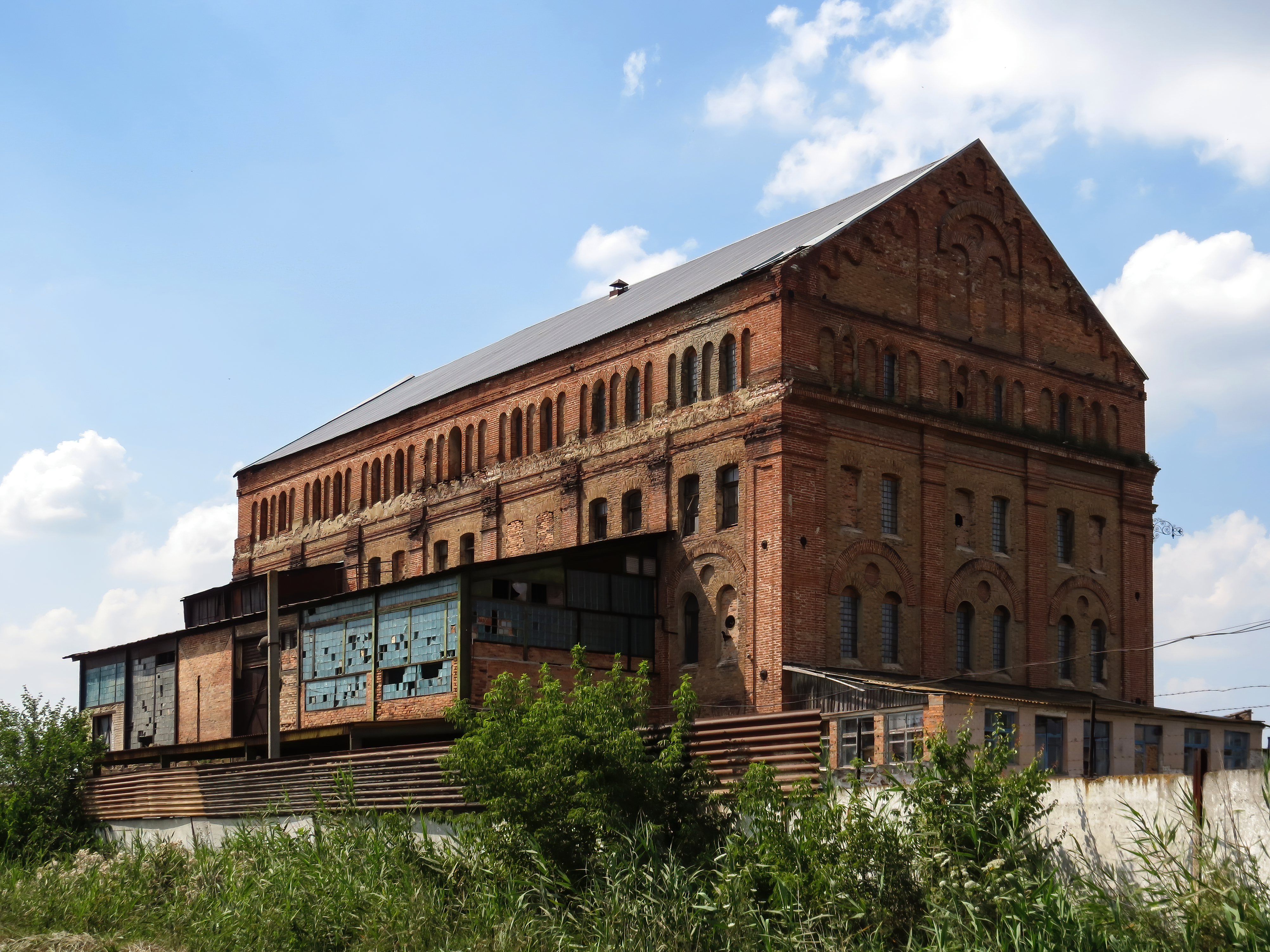
Ancien moulin, classé
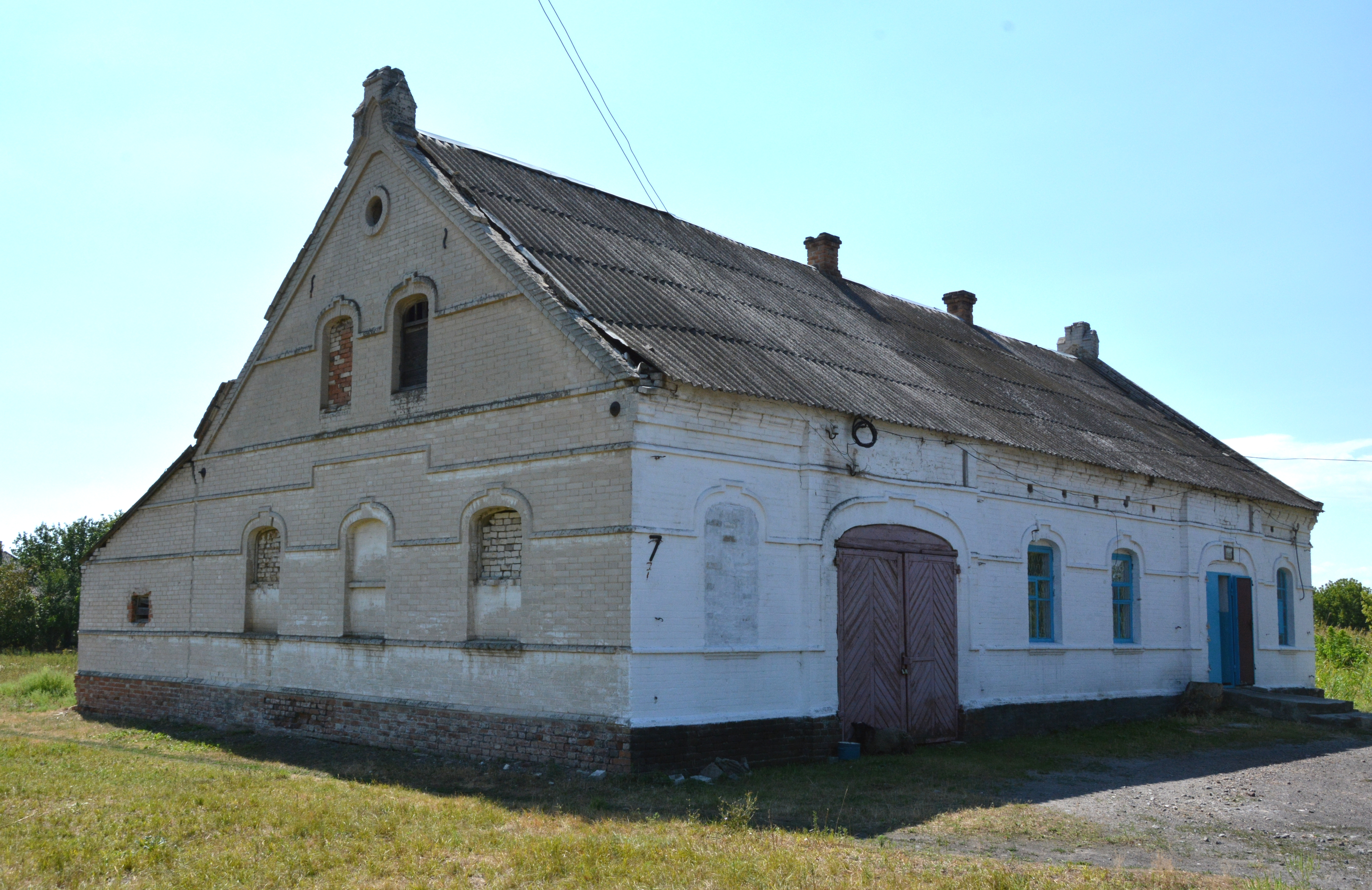
ancien hôpital de Molotchiansk, classé
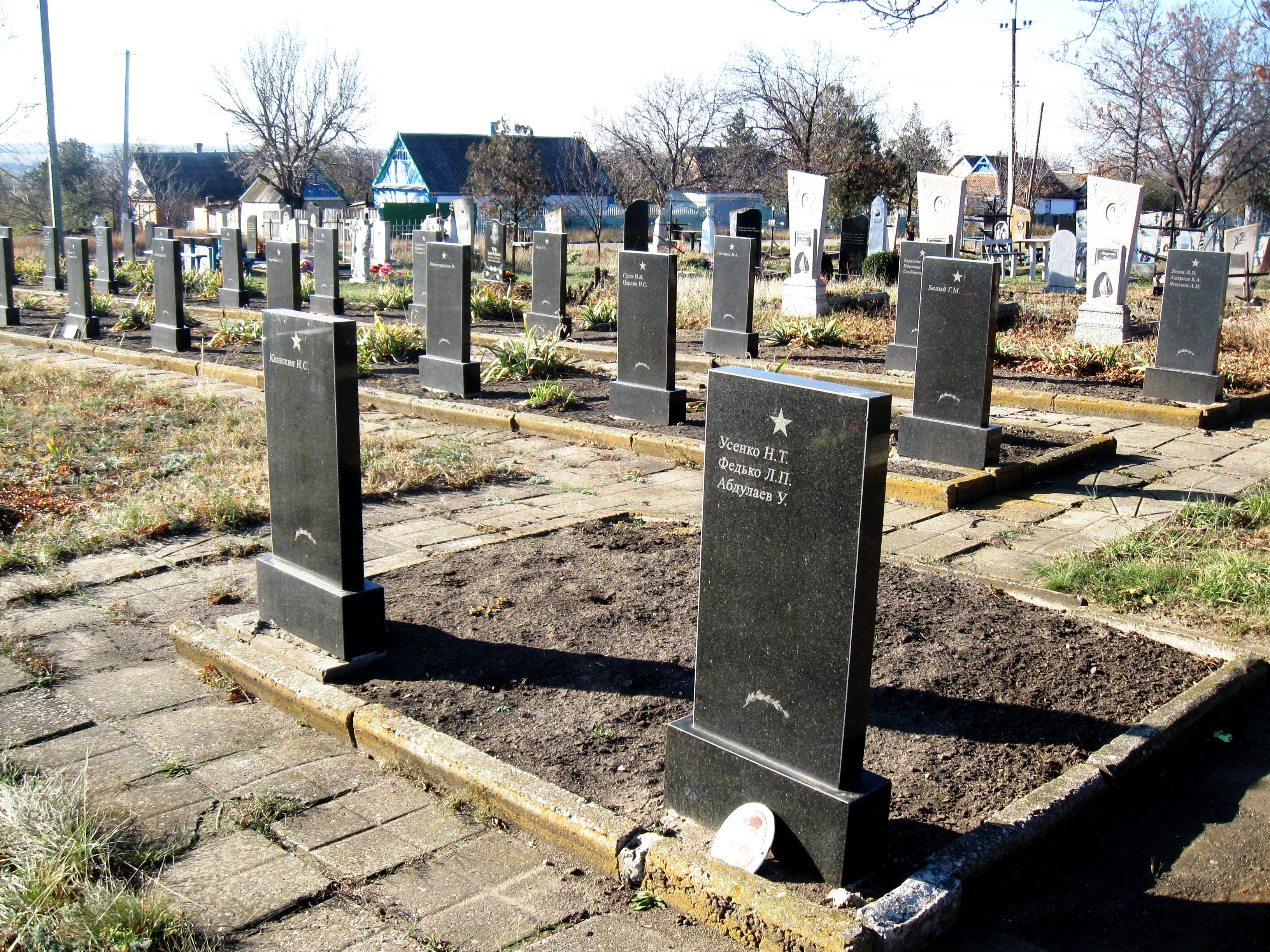
le cimetière, classé[3],
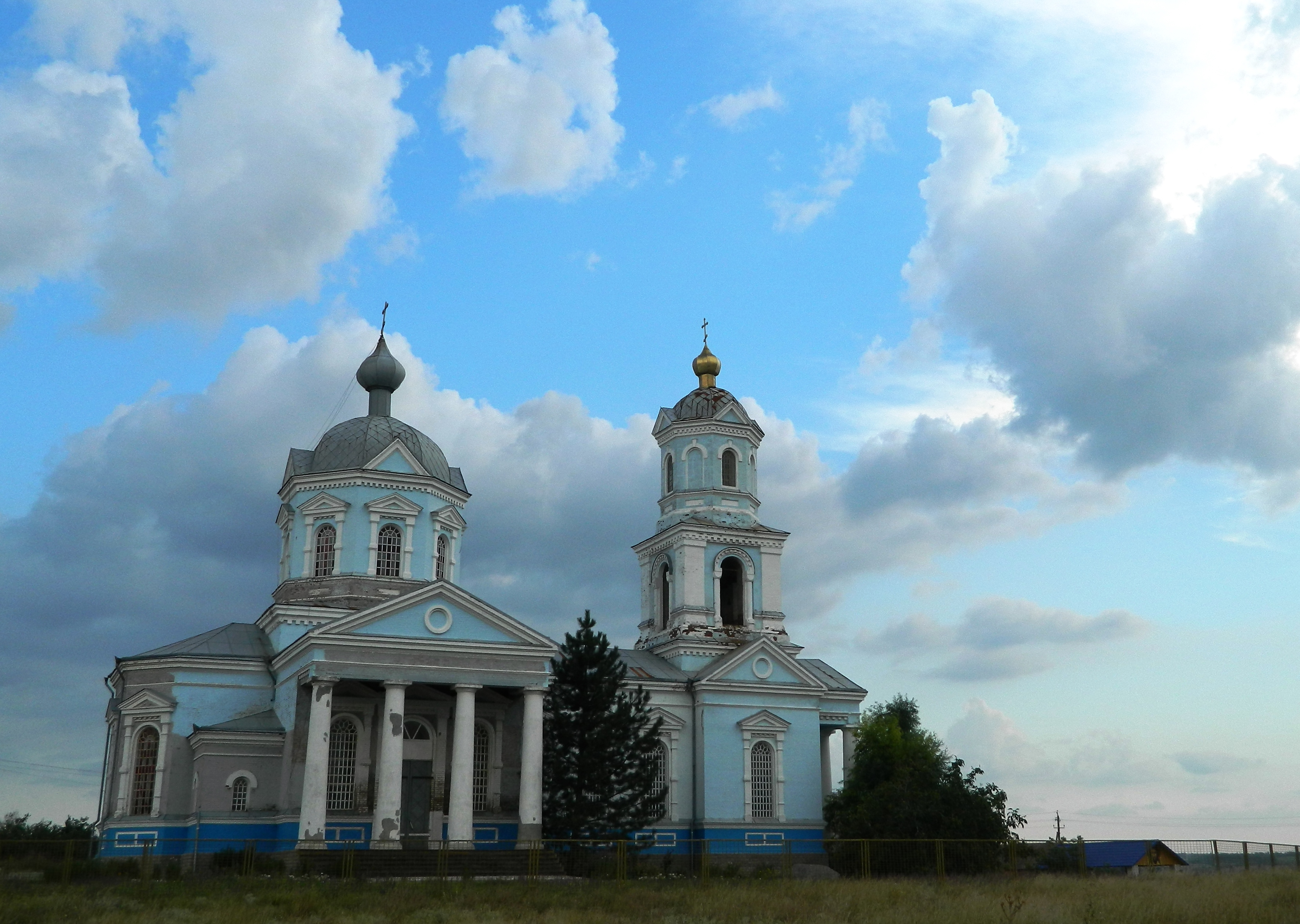
l’église de la Transfiguration, classée[4],
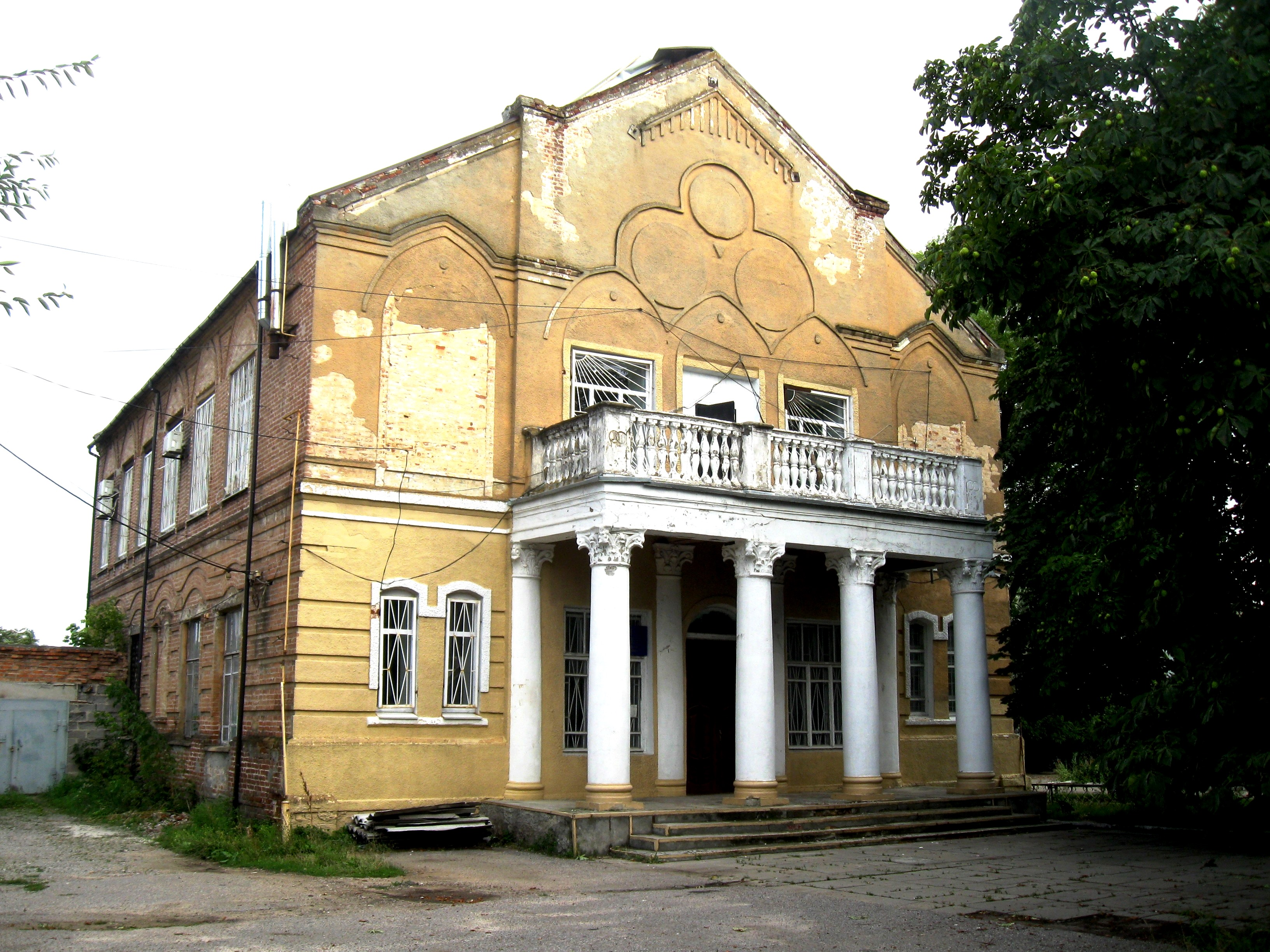
synagogue, classée[5],
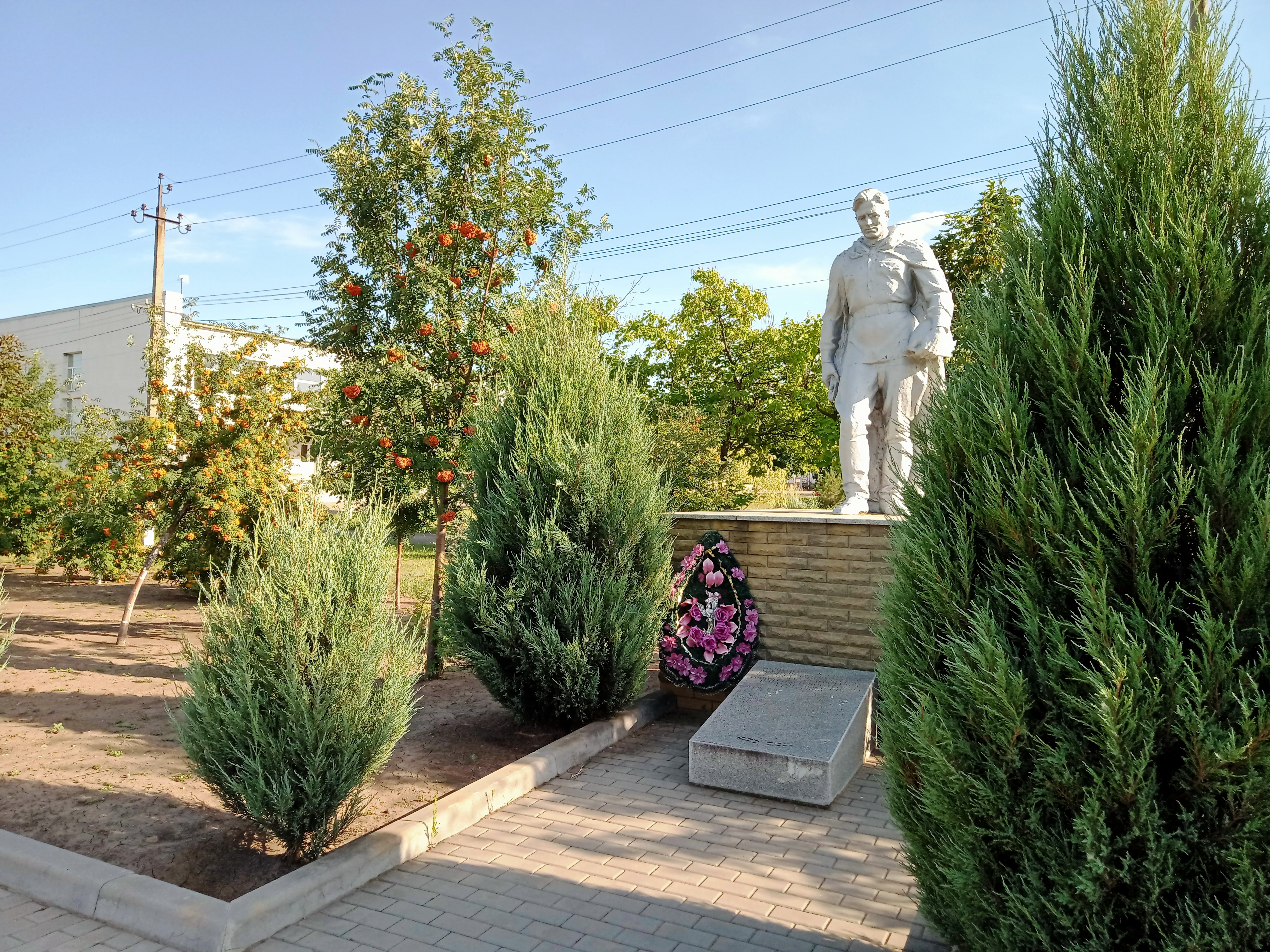
Mémorial, classé[6] à Mala Tokmatchka.
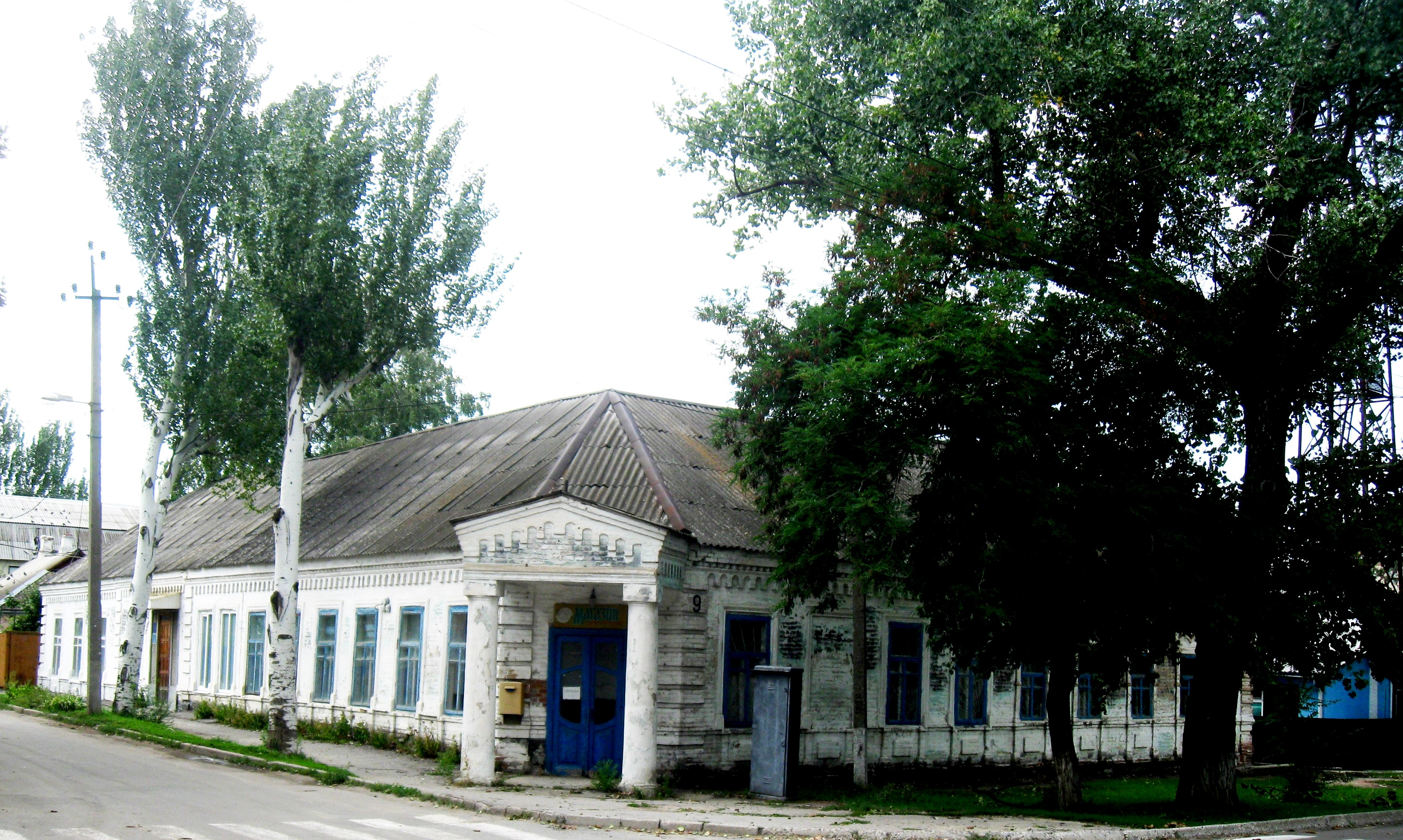
marché, classée[7].